# کیاشه
کیاشه، و نیز Kiaže یا Kiyaši  خدایی هوری بود که نماد دریا است. گاهی در پژوهش‌های مدرن، به او صرفا «دریا» یا «خدای دریا» گفته می‌شود.

## نام
کیاشه، نامی متداول در زبان هوری و به معنای دریا است.

## پرستش
پرستش دریا در متن‌های هوریِ به دست آمده در هاتوسا و اوگاریت، گواهی شده است.

## در اساطیر
بنا بر اسطوره آهنگ هدامو، دختر کیاشه شرتاپشوروهی نام داشت.
در نسخهٔ تکه‌تکه‌شدهٔ هیتی حماسه گیلگمش، به دریای انسان‌انگاری‌شده اشاره می‌شود که ظاهرا همراه با سوکال هوری خود، ایمپالوری، است. در حالی که گیلگمش به خدا تعظیم و او و خاصگانش را تقدیس می‌کند، در پاسخ نفرین می‌شود. گری بکمن چنین فرض می‌کند که این قسمت، نقش برجسته‌تر دریا را در اساطیر ساکنان آناتولی باستان منعکس می‌کند. او خاطرنشان می‌کند که افزوده‌های گوناگون هوری و هیتی که از نسخه استاندارد بابلی متمایز هستند، شناخته شده‌اند و نشانگر این موضوع هستند که این حماسه گاهی اوقات برای مطابقت با حساسیت مخاطبان غیر بین‌النهرینی اقتباس می‌شد.